# Jeremy Rowley
Jeremy Mark Rowley (Nueva York, 12 de junio de 1978) es un actor y comediante estadounidense, conocido por interpretar a Lewbert, el portero gruñón del edificio donde vive Carly de la serie de Nickeodeon ICarly y por prestar la voz a Bunsen en la serie animada Bunsen es una bestia.
Rowley ha participado en varios programas de televisión y películas como actor de reparto y a menudo interpretando a  personajes extravagantes y de afectaciones exageradas.
Es miembro del grupo de comedia de improvisación llamado "The Groundlings", basado en Los Ángeles, California.

## Trayectoria

### Televisión
- ICarly (2021)
- Bunsen es una bestia (2017-2018)
- Desperate Housewives (2012)
- Modern Family (2011)
- iCarly (2007–2012) es Lewbert (14 episodios)
- Reno 911! (2007–2008)
- Drake y Josh (2007) como mánager de tras bambaleas (en el episodio "Dance Contest")
- America's Next Top Model, Cycle 6 (2006) como estrella invitada en "The Girl With Two Bad Takes"
- Lovespring International (2006)
- Mind of Mencia (2006)
- Free Ride (2006)
- Out of Practice (2005)
- Terry Tate, Office Linebacker: Sensitivity Training (2004)
- I'm With Her (2003)
- According to Jim (2002–2003)
- All That (2000–2002)
- The Amanda Show (2000)
- Strip Mall (2000)
- Charmed (1999)

### Películas
- Cougar Club (2007)
- Epic Movie (2007)
- Coyote Ugly (2000)

### Internet
- The Office

## Vida personal
Rowler está casado con la también actriz Danielle Morrow, con quien compartió créditos en un par de episodios de la serie ICarly y Sam & Cat.